# گلیسیل‌سیکلین
گلیسیل‌سیکلین‌ها دسته ای از آنتی‌بیوتیک‌ها و از مشتقات تتراسایکلین محسوب می‌شوند. این آنالوگ‌های تتراسایکلین به‌طور خاص برای غلبه بر دو مکانیسم رایج مقاومت به تتراسایکلین، یعنی مقاومت ناشی از پمپ‌های جریان اکتسابی و/یا حفاظت ریبوزومی، طراحی شده‌اند. در حال حاضر، تیگسایکلین تنها گلیسیل‌سیکلین مورد تأیید برای استفاده به عنوان آنتی‌بیوتیک است.